# Olíbrio (prefeito pretoriano da Itália)
Olíbrio (em latim: Olybrius; m. 504) foi um oficial romano do final do século V e começo do VI, ativo no Reino Ostrogótico durante o reinado do rei Teodorico, o Grande (r. 474–526).

## Vida

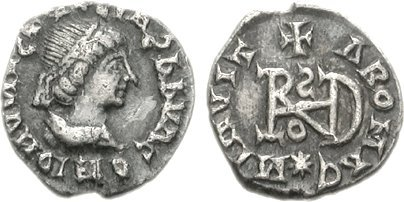
Síliqua de r.

As origens de Olíbrio são incertas. Talvez era irmão de Eugenes e um parente de Especiosa. Se sabe com certeza que teve uma filha de nome incerto que casar-se-ia com João e foi avô de Reparato e do papa Vigílio (r. 537–555). Foi muito louvado por Magno Félix Enódio por sua eloquência; escreveu versos e Enódio certa vez criticou-o por seu costume em citar personagens mitológicas em suas cartas para ele. Era importante membro do senado. Em 503, ocupou elevada posição no Reino Ostrogótico da Itália, talvez prefeito pretoriano, posição que ocuparia brevemente até 504, quando faleceu.